# Asteriscium novarae
Asteriscium novarae là một loài thực vật có hoa trong họ Hoa tán. Loài này được Constance & Charpin mô tả khoa học đầu tiên năm 2004.